# Салин (Кальвадос)
Салин (фр. Saline) — новая коммуна на северо-западе Франции, регион Нормандия, департамент Кальвадос, округ Кан, центр кантона Троарн. Расположена в 17 км к востоку от Кана. Через территорию коммуны проходит автомагистраль А13 "Нормандия".
Население (2014) — 5 441 человек.

## История
Коммуна образована 1 января 2017 года путем слияния коммун: 
- Саннервиль
- Троарн

Центром коммуны является Троарн. От него к новой коммуне перешли почтовый индекс и код INSEE. На картах в качестве координат Салина указываются координаты Троарна.

## Администрация
Первым мэром Салина с 1 января 2017 года избран Кристоф Лемаршан (Christophe Lemarchand), до этого бывший мэром Троарна.